# Élections cantonales thurgoviennes de 2024
Les élections cantonales thurgoviennes de 2024 ont lieu le 7 avril 2024 dans le but d'élire les 130 membres du Grand Conseil et les 5 membres du Conseil d'État du canton de Thurgovie.
L'Union démocratique du centre se maintient en tête, tandis que Le Centre et le Parti socialiste  connaissent une progression au détriment des Verts.

## Contexte
Les précédentes élections en 2020 voient une percée des partis écologistes au parlement, les Verts progressant de six sièges et dépassant ainsi le Parti socialiste, grand perdant de la journée avec une perte de trois sièges. Le Parti bourgeois-démocratique perd également trois sièges et disparaît du parlement, tandis que le Parti libéral-radical et le Parti démocrate-chrétien perdent chacun deux sièges. En progression d'un siège (et non de deux après correction des résultats à la suite de la découverte de la fraude électorale), l'Union démocratique du centre (UDC) reste de loin le parti le mieux représenté au parlement.
C'est la première fois que l'élection du parlement et celle du gouvernement se déroule le même jour. Les élections sont marquées par une fraude électorale affectant un siège du district de Frauenfeld avant d'être découverte et corrigée.
Dans l'élection au Conseil d'État, l'UDC Urs Martin parvient à conserver le deuxième siège de son parti après la démission de Jakob Stark, élu au Conseil des États, en terminant au cinquième rang, mais le candidat vert'libéral Ueli Fisch crée la surprise en atteignant lui aussi la majorité absolue à moins de 1 000 voix du dernier élu. Les autres candidats sortants sont confortablement réélus.

## Mode de scrutin

### Grand Conseil
Les 130 membres du Grand Conseil sont élus au scrutin proportionnel plurinominal par district, le canton étant divisé en cinq districts (Arbon, Frauenfeld, Kreuzlingen, Münchwilen et Weinfelden). L'élection a toujours lieu au printemps, après les élections fédérales.
Les électeurs disposent d'autant de voix qu'il y a de sièges à pourvoir dans le district où ils ont le droit de vote. Le nombre de sièges par district est fixé par le Conseil d'État en fonction de la population résidente,.

## Résultats

### Au Grand conseil
|                           | Union démocratique du centre | UDC               |  |     |   |     |               |  |  |
|                           | Parti libéral-radical        | PLR               |  |     |   |     |               |  |  |
|                           | Le Centre                    | LC                |  |     |   |     |               |  |  |
|                           | Parti socialiste             | PS                |  |     |   |     |               |  |  |
|                           | Les Verts                    | PES               |  |     |   |     |               |  |  |
|                           | Vert'libéraux                | PVL               |  |     |   |     |               |  |  |
|                           | Parti évangélique            | PEV               |  |     |   |     |               |  |  |
|                           | Union démocratique fédérale  | UDF               |  |     |   |     |               |  |  |
|                           |                              |                   |  |     |   |     |               |  |  |
| Votes valides             |                              |                   |  |     |   |     |               |  |  |
| Votes blancs et invalides |                              |                   |  |     |   |     |               |  |  |
| Total des voix            | Total des voix               | Total des voix    |  | 100 |   |     |               |  |  |
| Total des votants         | Total des votants            | Total des votants |  | 100 | – | 130 | en stagnation |  |  |
| Abstention                |                              |                   |  |     |   |     |               |  |  |
| Inscrits / participation  |                              |                   |  |     |   |     |               |  |  |

### Au Conseil d’État
| Candidats                | Candidats          | Partis | Premier tour | Premier tour | Premier tour |
| Candidats                | Candidats          | Partis | Voix         | Élu          |              |
| ------------------------ | ------------------ | ------ | ------------ | ------------ | ------------ |
|                          | Carmen Haag        | PDC    |              |              |              |
|                          | Monika Knill       | UDC    |              |              |              |
|                          | Cornelia Komposch  | PS     |              |              |              |
|                          | Walter Schönholzer | PLR    |              |              |              |
|                          | Urs Martin         | UDC    |              |              |              |
|                          | Ulrich Fisch       | PVL    |              |              |              |
|                          | Karin Bétrisey     | PES    |              |              |              |
|                          | Divers             |        |              |              |              |
| Total des voix           |                    |        |              |              |              |
|                          |                    |        |              |              |              |
| Votes valides            |                    |        |              |              |              |
| Votes blancs et nuls     |                    |        |              |              |              |
| Total                    | Total              | Total  |              | –            |              |
| Abstention               |                    |        |              |              |              |
| Inscrits / participation |                    |        |              |              |              |

## Analyse
L'Union démocratique du centre conserve sa première place malgré la perte de trois sièges. Ce recul pourrait, selon l'analyse de la Schweizer Radio und Fernsehen, être dû à la faible participation (30,4 %). Le Centre devient le deuxième parti du canton, avec un gain de trois sièges, tandis que le PLR n'est plus que le troisième après la perte d'un siège. Le Parti socialiste est également un des vainqueurs du scrutin, allant à l'encontre de la tendance nationale, avec un gain de quatre sièges.
Les Verts et les Vert'libéraux font partie des perdants, avec un recul de respectivement deux et trois sièges.